# 北京新华字模厂
北京新华字模厂创建于1950年代，与上海字模一厂、湖北文字六〇五厂并称为中国三大字模厂。

## 历史
北京新华字模厂的前身是北京新华印刷厂分厂，建于1952年。次年，更名为北京新华印刷二厂。1955年末，又更名为北京新华字模制造所。1956年到1958年间，从日本陆续引进30台本顿字模雕刻机及配套设备，并请日本技师传授刻模技术，使铸字工艺走向机械化。1956年公私合营，北京公记铜模铅字局与其他小型厂合并，命名为北京市印刷材料厂。1960年，上述一厂、一所实行合并，成立北京新华字模厂。
北京新华字模厂原为文化部出版局直属，1958年下放北京市领导管理。1963年，文化部呈请中共中央宣传部要求收回，称北京新华字模厂担负的任务是全国性的，仍由北京市领导管理「有一定困难」。同年9月，批准收回，改由文化部直属管理。1978年，经国务院批准，北京新华字模厂改为国家出版局为主和北京市分工管理的双重领导。
随着汉字激光照排系统的兴起，铅字印刷逐渐被淘汰，北京新华字模厂也完成了其历史使命。1980年代末，新华字模厂注销了字体设计部门。1992年，新华字模厂并入北京新华印刷器材厂。现今，位于北京东城区美术馆东街的新华字模厂旧址已成为了北京三联韬奋书店所在地。

## 字体设计
北京新华字模厂曾设计了许多印刷字体，其中包括：
宋体
- 57-1体：1957年设计，印书、印报合用[1]。
- 61-1体（老书宋）：1961年1月设计，主要用于《毛泽东选集》竖排本，共有7300字（1962年增6183繁体字）。
- 64-1体（报宋）：1964年1月设计，共有7300字。初为《人民日报》设计，后长期为中国各家报纸采用，直至2000年代末中国大多数报纸仍使用这套报宋进行排版。
- 细扁宋：1971年设计，共有6788字，主要用于排印图书期刊的小标题。
- 中宋：1974年设计，共有6806简体字、11450繁体字，主要用于排印报纸、书刊的标题。
- 粗扁宋：1977年设计，共有4106字，主要用于排印图书期刊的标题。

仿宋体
- 仿宋体：1964年设计，共有6806字。

黑体
- 细扁黑：1963年设计，共有4095字。
- 长美黑：1966年设计。
- 黑体：1968年设计，共有7300字。
- 粗扁黑：1969年设计，共有4097字。
- 长黑体：1978年至1981年由牟紫东在新华字模厂协助下设计，共有6806字。